# Tiktaalik roseae
Tiktaalik roseae è l'unica specie conosciuta del genere monotipico estinto Tiktaalik vissuto nel tardo Devoniano, approssimativamente 375 milioni di anni fa. Le sue molte caratteristiche simili a quelle dei tetrapodi (animali a quattro zampe) rappresentano un esempio di come in alcune antiche linee di pesci sarcopterigi (con pinne lobate) si siano sviluppati adattamenti agli habitat di acque basse povere di ossigeno, adattamenti che hanno portato poi all'evoluzione in anfibi. Attualmente si ritiene che il tiktaalik rappresenti una forma transizionale tra i pesci come il Panderichthys, vissuto circa 385 milioni di anni fa, e i primi tetrapodi come Acanthostega e Ichthyostega, vissuti circa 365 milioni di anni fa.
Il nome tiktaalik è una parola inuktitut che indica la bottatrice, un pesce di acque basse. Il genere ha ricevuto questo nome su suggerimento di un anziano inuit del territorio Nunavut del Canada, dove è stato scoperto il fossile.

## Descrizione

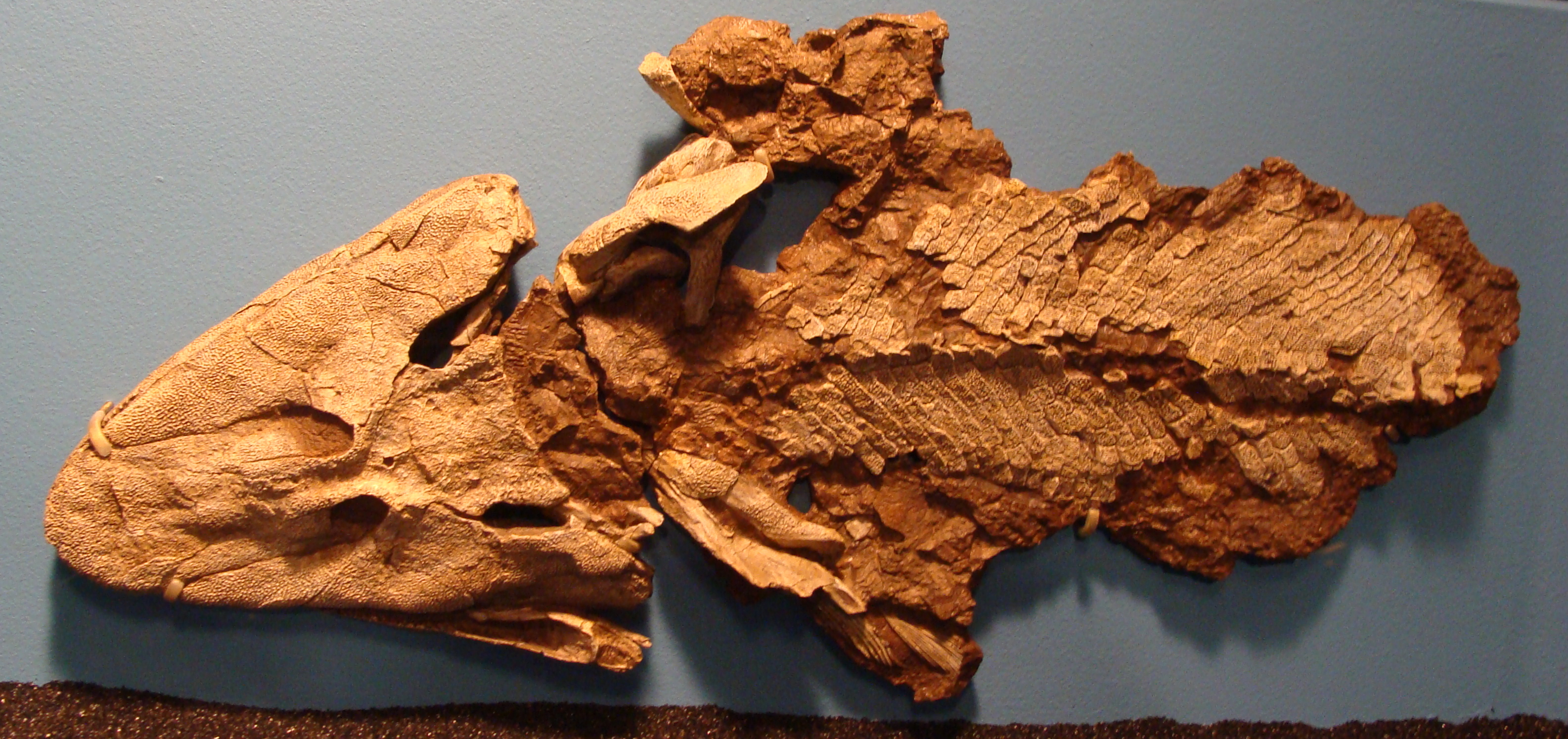
Teschio di tiktaalik su cui sono visibili le narici e gli occhi sovrastanti.

Il tiktaalik appare come una forma di transizione fra i pesci e gli anfibi in quanto, pur presentando le caratteristiche generali di un pesce con le pinne lobate, possiede strutture scheletriche simili a un braccio nelle pinne anteriori, strutture che sono più affini a quelle di un coccodrillo, inclusi la spalla, il gomito e il polso. Al contrario di molti altri fossili scoperti in precedenza, più simili a pesci, le "pinne" del tiktaalik possedevano le ossa principali del polso e delle semplici dita, che le rendevano in grado di sorreggere il proprio peso. L'esame delle giunture evidenzia che, sebbene queste non fossero probabilmente usate per camminare, erano molto probabilmente utilizzate per tenere sollevato e sostenere il corpo della creatura, in modo simile ad una flessione. Le ossa delle pinne anteriori mostrano grandi attaccature per i muscoli, il che suggerisce che la pinna fosse muscolosa e in grado di flettersi come l'articolazione di un polso. Si suppone che queste caratteristiche si siano evolute inizialmente non tanto per lo scopo di permettere escursioni sulla terraferma, quanto come un utile adattamento per ancorare la creatura al fondale nelle correnti fluviali molto rapide. Le pinne posteriori e la coda non sono state ancora ritrovate.
Il tiktaalik possiede un cranio piatto che ricorda quello del coccodrillo, con gli occhi posti sulla sommità della testa, il che suggerisce l'idea che spendesse molto tempo a guardare verso la superficie. Le mascelle sono ben sviluppate e adattate ad afferrare le prede, con file di denti affilati da pesce predatore. Sul teschio vi è una piccola fessura branchiale che, in animali più sviluppati, si è evoluta in un orecchio. In cima alla testa ci sono narici, sopra gli occhi, che fanno ipotizzare come questa creatura possedesse dei polmoni primitivi in aggiunta alle branchie. Un simile adattamento sarebbe stato utile nell'acqua poco profonda, la cui alta temperatura porta a un basso contenuto di ossigeno disciolto. Lo sviluppo dei polmoni spiega inoltre l'evoluzione nel tiktaalik di una cassa toracica più robusta di quella di un pesce e dotata di costole simili a quelle dei tetrapodi, molto utile nel sorreggere il peso del corpo in caso di escursioni fuori dall'acqua, che ha poi rappresentato un tratto evolutivo chiave per l'adattamento alla vita sulla terraferma. Inoltre il tiktaalik, pur essendo dotato di branchie e scaglie, manca di una caratteristica propria di molti pesci, ovvero le placche ossee nell'area delle branchie, placche che restringono i movimenti laterali della testa. Ciò significa che questa specie è il primo pesce dotato di un collo, il che gli avrebbe garantito una maggior libertà nel cacciare le prede sia sulla terra che nelle acque basse.

## Scoperta

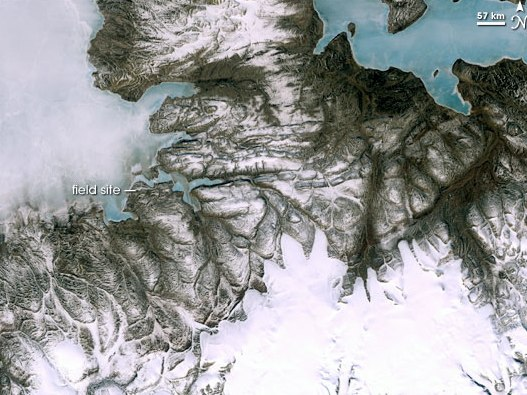
Foto dell’isola Ellesmere scattata dal satellite Landsat 7 con indicato il sito dei ritrovamenti

Nel 2004 sono stati ritrovati tre scheletri fossilizzati e ben preservati di tiktaalik in rocce formatesi dai sedimenti di fiumi del tardo Devoniano, nella “formazione Fram” sull'isola di Ellesmere, Nunavut, nel nord del Canada. Al tempo dell'esistenza della specie, l'isola di Ellesmere era parte del continente Laurentia, che era posizionato all'equatore e aveva un clima caldo. La presenza dei fossili all'interno di depositi di rocce derivati da sistemi fluviali indica il tiktaalik come un animale bentonico che viveva sul fondo di acque poco profonde e forse anche fuori dall'acqua per brevi periodi, grazie al suo scheletro in grado di sorreggere il corpo e al polmone per respirare. In quel periodo, per la prima volta, alberi decidui cominciarono a prosperare e perdere annualmente le foglie che, finendo in acqua, attraevano piccole prede nelle acque basse, calde e prive di ossigeno, dove era difficile nuotare per i grandi pesci. L'ipotesi dei paleontologi è che questo animale fosse specializzato per vivere in sistemi di acqua a bassa corrente, come ad esempio paludi o stagni, e, usando le sue pinne adattate, per muoversi occasionalmente sulla terraferma.

## Galleria d'immagini

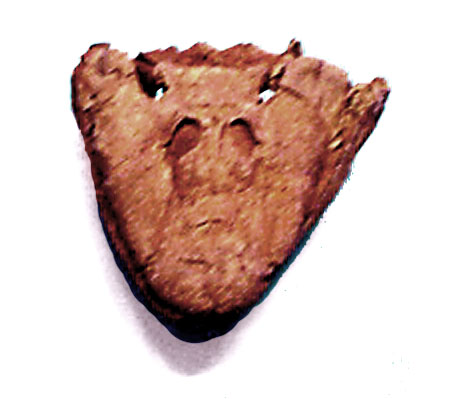
Visione frontale del cranio
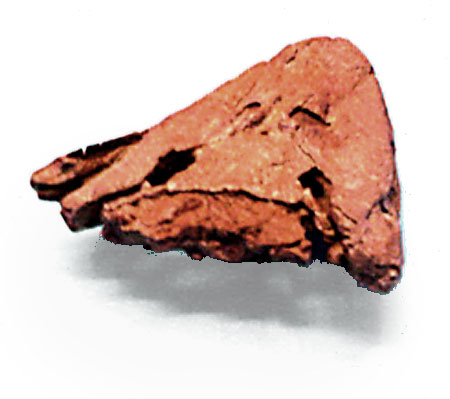
Visione posteriore del cranio
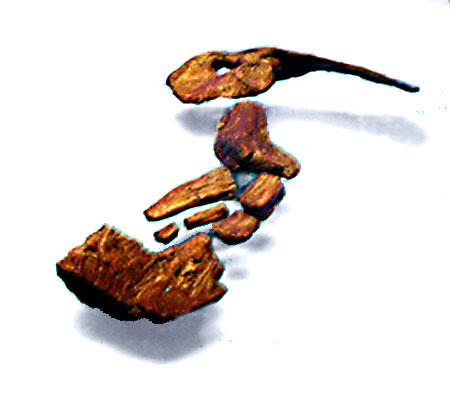
Arto (dalla pinna alla spalla)
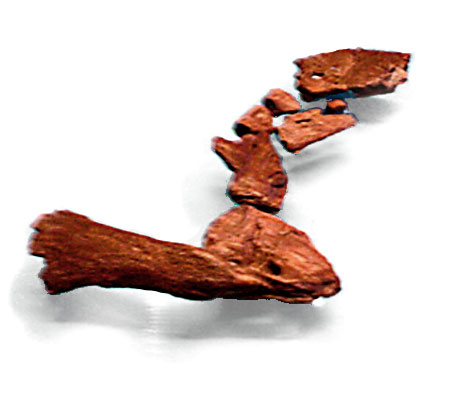
Arto (dalla spalla alla pinna)